# Parośla I
Parośla Pierwsza – wyludniona kolonia na Ukrainie, na Wołyniu, w obwodzie rówieńskim, w rejonie  włodzimierzeckim.
Do 1945 w Polsce, w województwie wołyńskim, w powiecie sarneńskim, w gminie Antonówka nad Horyniem, w gromadzie Kruszewo.
9 lutego 1943 żołnierze Ukraińskiej Powstańczej Armii pod dowództwem Hryhorija Perehijniaka dokonali tam masowego mordu na miejscowej ludności polskiej.